# Denroy Morgan
Denroy Morgan [dénroj mórgan], jamajški pevec roots rock reggaeja in glasbenik, (1946-2022, May Pen, Jamajka).

## Življenje in delo
Morgan je začel svojo glasbeno kariero leta 1965. Marca tega leta se je tudi preselil v ZDA. V zgodnjih dnevih na Jamajki je nanj zelo vplival dober prijatelj, legendarni Frederick »Toots« Hibbert iz skupine Toots and the Maytals. Denroy Morgan je bil eden od ustanovnih stvariteljev reggaeja in je pomagal širiti to vzvrst glasbe po svetu. V New Yorku je ustanovil svojo skupino The Black Eagles (črni orli). Čeprav je bila skupina uspešna, so se njeni člani razšli. Leta 1993 se je vrnil na Jamajko.
Ustanovil je skupino Morgan Heritage, v kateri so njegovi otroci. Skupina je leta 1994 izdala svoj prvi album Miracle.

## Diskografija
- Shock Dem
- Salvation
- I'll Do Anything For You /? 1981/(Unidisc US 2002)
- Cool Runnings /